# Geschlechtsinkongruenz
Der Begriff Geschlechtsinkongruenz beschreibt in der Psychologie, der Medizin und der Sexualwissenschaft einen Zustand, bei dem sich Personen nicht mit dem ihnen bei der Geburt zugewiesenen Geschlecht identifizieren.
Nach Klassifikation des DSM-5 wird auch der Begriff Geschlechtsdysphorie verwendet, der auf den anhaltenden Leidensdruck:4 der Betroffenen hinweist.

## Geschichte
Eine Einrichtung, die sich schon sehr früh wissenschaftlich mit Normvarianten der Sexualität befasst hat, war das 1919 gegründete Institut für Sexualwissenschaft in Berlin um den Forscher Magnus Hirschfeld. Das Institut und das Archiv wurden 1933 von den Nationalsozialisten geschlossen bzw. zerstört.
In den 1950er Jahren konnten damals so bezeichnete Transsexuelle in den USA bereits eine Hormontherapie erhalten. Der Forscher Harry Benjamin erkannte damals, dass Transsexuelle nicht psychisch krank sind, sondern dass ihre Identität von ihrem körperlichen Geschlecht abweicht. 1966 richtete das Johns Hopkins Medical Center eine Gender Identity Clinic ein, die vom renommierten Sexualwissenschaftler John Money gleitet wurde. Er behandelte der dort auch David Reimer, der als John/Joan-Fallstudie in die Wissenschaftsgeschichte einging.
Der Europarat hat in seiner Resolution 2048 vom 22. April 2015 für die rechtliche und soziale Gleichstellung von Transpersonen die 47 Mitgliedsstaaten unter anderem dazu aufgefordert, alle Einstufungen als geistige Störungen in nationalen Klassifikationen zu streichen. Das Europäische Parlament hatte bereits 2011 die Europäische Kommission und die Weltgesundheitsorganisation aufgefordert, Störungen der Geschlechtsidentität von der Liste der psychischen und Verhaltensstörungen zu streichen und in den Verhandlungen über die 11. Revision der Internationalen Klassifikation der Krankheiten (international gültig ab Januar 2022) eine nicht-pathologisierende Neueinstufung sicherzustellen.

## Klassifikation und Diagnose

### ICD-11
Mit der 11. Auflage der Internationalen Klassifikation der Krankheiten (ICD-11, veröffentlicht 2018, international gültig seit 2022) hat die Weltgesundheitsorganisation (WHO) die Entpathologisierung der fehlenden Geschlechtsidentifikation vollzogen. Während in der ICD-10 noch von „Störungen der Geschlechtsidentität“ die Rede ist, hat diese nun den Rang einer als „Geschlechtsinkongruenz“ bezeichneten Normvariante. Diese ist nicht als psychische Störung eingeordnet, sondern als „Zustand mit Bezug zur sexuellen Gesundheit“.:6–7 Im deutschen Sprachraum wird die Einführung der ICD-11 ab 2022 noch mehrere Jahre in Anspruch nehmen.
Unterschieden wird in der ICD-11 zwischen:
1. Geschlechtsinkongruenz in der Jugend oder im Erwachsenenalter (gender incongruence of adolescence or adulthood, Schlüssel HA60)
2. Geschlechtsinkongruenz im Kindesalter (gender incongruence of childhood, Schlüssel HA61)
3. Geschlechtsinkongruenz, nicht näher bezeichnet (gender incongruence, unspecified, Schlüssel HA6Z)

In beiden Fällen ist eine ausgeprägte und anhaltende Diskrepanz zwischen dem zugewiesenen Geschlecht und dem erlebten Geschlecht charakteristisches Merkmal.
Bei Kindern (vor Einsetzen der Pubertät) zeigt sich die Geschlechtsinkongruenz an folgenden Punkten:
- ein starkes Verlangen, einem anderen als dem zugewiesenen Geschlecht anzugehören
- eine starke Abneigung gegen die eigenen Geschlechtsmerkmale und/oder die erwarteten sekundären Geschlechtsmerkmale bzw. ein Verlangen nach den (erwarteten) Merkmalen, die dem erlebten Geschlecht entsprechen
- Fantasie- und Rollenspiele, Spielzeuge, Spiele oder Aktivitäten und Spielgefährten sind typisch für das erlebte Geschlecht und nicht das zugewiesene Geschlecht

Bei Jugendlichen (nach Einsetzen der Pubertät) und Erwachsenen besteht häufig der Wunsch nach geschlechtsangleichenden Maßnahmen.

### DSM-5
In der fünften Ausgabe des Diagnostic and Statistical Manual of Mental Disorders der American Psychiatric Association (DSM-5, gültig seit 2013, revidiert 2022) wird die Diagnose Geschlechtsdysphorie weiterhin als psychische Störung geführt. Im Fokus steht der anhaltende Leidensdruck. Im Vergleich zum DSM-IV wurde der Begriff der Geschlechtsidentitätsstörung aufgegeben und es werden erstmals auch Geschlechter jenseits von männlich und weiblich berücksichtigt, ohne diese notwendig zu pathologisieren.:6
Unterschieden wird zwischen Geschlechtsdysphorie bei Kindern und Geschlechtsdysphorie bei Jugendlichen und Erwachsenen. Für beide Altersgruppen ist eine ausgeprägte Diskrepanz zwischen dem bei Geburt zugewiesenen Geschlecht (engl. assigned gender at birth, AGAB) und der Geschlechtsidentität über mindestens 6 Monate hinweg Voraussetzung für die Diagnose einer Geschlechtsdysphorie (Kriterium A). Außerdem muss, damit die Diagnose gestellt werden kann, die Diskrepanz ein klinisch bedeutendes Leiden oder eine Funktionsbeeinträchtigung in wichtigen Bereichen (z. B. im Sozialen oder Schule/Beruf) zur Folge haben (Kriterium B).
Bei einer Geschlechtsdysphorie bei Kindern liegt die ausgeprägte Diskrepanz (Kriterium A) vor, wenn mindestens sechs der folgenden acht Kriterien erfüllt sind, wobei das erste Kriterium zwingend erfüllt sein muss:
1. Ein starkes Verlangen, dem anderen Geschlecht anzugehören oder ein Beharren darauf, dass man dem anderen Geschlecht angehört (oder einem alternativen Geschlecht, das sich vom Zuweisungsgeschlecht unterscheidet).
2. Bei männlich zugewiesenen Kindern eine starke Vorliebe für Crossdressing oder die Simulation weiblicher Kleidung; oder bei weiblich zugewiesenen Kindern eine starke Vorliebe für das Tragen typisch maskuliner Kleidung und eine starke Ablehnung vom Tragen typisch femininer Kleidung.
3. Eine starke Präferenz für Crossdressing bei Rollen- oder Fantasiespielen.
4. Eine starke Präferenz für Spielzeuge, Spiele oder Aktivitäten, die stereotypisch vom anderen Geschlecht genutzt, gespielt oder betrieben werden.
5. Eine starke Präferenz für Spielgefährten des anderen Geschlechts.
6. Bei männlich zugewiesenen Kindern eine starke Ablehnung typisch männlicher Spielzeuge, Spiele oder Aktivitäten und eine starke Abneigung gegen Raufen; oder bei weiblich zugewiesenen Kindern eine starke Ablehnung von typisch weiblichen Spielzeugen, Spielen und Aktivitäten.
7. Eine starke Abneigung gegen die eigene sexuelle Anatomie.
8. Ein starkes Verlangen nach den primären und/oder sekundären Geschlechtsmerkmalen, die dem eigenen Geschlechtserleben entsprechen.

Bei einer Geschlechtsdysphorie bei Jugendlichen und Erwachsenen liegt die ausgeprägte Diskrepanz (Kriterium A) vor, wenn mindestens zwei der folgenden sechs Kriterien erfüllt sind:
1. Ausgeprägte Diskrepanz zwischen Gender und den primären und/oder sekundären Geschlechtsmerkmalen (oder, bei Jugendlichen, den erwarteten sekundären Geschlechtsmerkmalen).
2. Ausgeprägtes Verlangen, sich der eigenen primären und/oder sekundären Geschlechtsmerkmale zu entledigen (oder, bei Jugendlichen, das Verlangen, die Entwicklung der erwarteten sekundären Geschlechtsmerkmale zu verhindern).
3. Ausgeprägtes Verlangen nach den primären und/oder sekundären Geschlechtsmerkmalen des anderen Geschlechts.
4. Ausgeprägtes Verlangen, dem anderen Geschlecht anzugehören (oder einem alternativen Geschlecht, das sich vom Zuweisungsgeschlecht unterscheidet).
5. Ausgeprägtes Verlangen danach, wie das andere Geschlecht behandelt zu werden (oder wie ein alternatives Geschlecht, das sich vom Zuweisungsgeschlecht unterscheidet).
6. Ausgeprägte Überzeugung, die typischen Gefühle und Reaktionsweisen des anderen Geschlechts aufzuweisen (oder die eines alternativen Geschlecht, das sich vom Zuweisungsgeschlecht unterscheidet).[14][15]

Bei beiden Diagnosen wird zusätzlich spezifiziert, ob eine Variation oder Störung der Geschlechtsentwicklung vorliegt, die zusätzlich kodiert wird. Ergänzend wird bei der Geschlechtsdysphorie bei Jugendlichen und Erwachsenen angegeben, ob bereits eine Transition erfolgt ist bzw. erste Schritte zu einer Transition unternommen wurden.

### Diagnostik
Nach der 2019 veröffentlichten S3-Leitlinie Diagnostik, Beratung und Behandlung im Kontext von Geschlechtsinkongruenz, Geschlechtsdysphorie und Trans-Gesundheit sind im Rahmen der Diagnose einer Geschlechtsinkongruenz bzw. Geschlechtsdysphorie die psychosexuelle Entwicklung, eine Sozialanamnese und ein psychischer Befund zu ermitteln. Besonders eine eventuelle Geschlechtsinkongruenz im Vorfeld der Pubertät soll erfragt werden. Ebenso sind der Verlauf der Pubertät, eventuelle Diskriminierungserfahrungen, die selbst angestrebten Maßnahmen zur Reduktion einer eventuell bestehenden Geschlechtsdysphorie, sowie die Dauer und Konstanz der Geschlechtsinkongruenz von Bedeutung.

### Differentialdiagnostik
Abgegrenzt wird die Geschlechtsinkongruenz/Geschlechtsdysphorie in ICD-11 und DSM-5 gegenüber nicht-geschlechtskonformem Verhalten (z. B. Tomboy oder Crossdressing), das nicht mit dem Wunsch einhergeht, einem anderen als dem Zuweisungsgeschlecht anzugehören.
Weiterhin wird Geschlechtsdysphorie von klinisch relevantem Transvestitismus unterschieden, wo ebenfalls das Zuweisungsgeschlecht nicht in Frage gestellt wird.:30 Ist letzteres der Fall, ist nach DSM-5 eine gleichzeitige Diagnose möglich, während die ICD-11 die gleichzeitige Diagnose einer Geschlechtsinkongruenz und einer Paraphilie ausschließt. Inwieweit Paraphilien bei trans Personen pathologisch sind und von der Geschlechtsinkongruenz/Geschlechtsdysphorie abgegrenzt werden können, ist nach der relevanten S3-Leitlinie umstritten und es stehe in Frage, inwieweit Transvestismus eine Diagnose darstelle. Es sei jedoch bekannt, dass bei trans Frauen „nicht selten“ eine Phase des Crossdressings, welches vorübergehend auch als sexuell anregend erlebt werde, einer Transition vorausgehe.:30
Eine Körperdysmorphe Störung kann mit dem Wunsch einhergehen, bestimmte Körperteile zu entfernen, ohne dass die Ursache hierfür in einer Ablehnung des Zuweisungsgeschlecht liegen muss.:29 Die gleichzeitige Diagnose dieser Störung und einer Geschlechtsinkongruenz/Geschlechtsdysphorie ist nach ICD-11 und DSM-5 jedoch möglich, wenn die Kriterien für beide Diagnosen erfüllt sind. Ebenfalls von der Geschlechtsdysphorie abzugrenzen ist das Verlangen nach Kastration sowie ein Wunsch nach Veränderung der Genitalien aus ästhetischen Gründen oder um die psychischen Effekte von Androgenen zu vermeiden, ohne dass dabei die männliche Geschlechtsidentität in Frage steht.
Bei einer Schizophrenie kann in seltenen Fällen die Wahnvorstellung auftreten, einem anderen Geschlecht anzugehören und in etwa 20 % der Fälle werden geschlechtsbezogene Wahnvorstellungen beobachtet. Eine Geschlechtsinkongruenz/Geschlechtsdysphorie unterscheidet sich hiervon dadurch, dass keine psychotische Symptomatik vorliegt.:26 Eine gleichzeitige Diagnose ist gemäß ICD-11 und DSM-5 grundsätzlich möglich. Nach der relevanten S3-Leitlinie ist bei Vorliegen einer psychotischen Störung zunächst deren Behandlung angezeigt, bevor eine Geschlechtsdysphorie festgestellt und behandelt wird.:29
Das Vorliegen einer Borderline-Persönlichkeitsstörung (BPS) ist weder in ICD-11 noch DSM-5 ein Ausschlusskriterium für die Diagnose einer Geschlechtsinkongruenz/Geschlechtsdysphorie. Jedoch können wechselhaftes Empfinden und Selbstwahrnehmung der Geschlechtsidentität fälschlicherweise als Symptome einer BPS eingeordnet werden.:29
Die Diagnose einer Geschlechtsdysphorie bei gleichzeitigem Vorliegen einer Autismus-Spektrum-Störung kann dadurch erschwert sein, dass für letztere konkretes und starres Denken über Geschlechterrollen und/oder ein schlechtes Verständnis von sozialen Zusammenhängen typisch ist. Unter Kindern, Jugendlichen und Erwachsenen mit Geschlechtsdysphorie werden autistische Züge und Autismus-Spektrum-Störungen überhäufig beobachtet, zudem sind bei autistischen Menschen Geschlechtsdysphorie und nicht-geschlechtskonformes Verhalten wahrscheinlicher vorzufinden als im Bevölkerungsschnitt.

## Therapiebedarf im Zusammenhang mit der Geschlechtsinkongruenz
Der Weltverband für Transgender-Gesundheit (WPATH) wies 2010 darauf hin, dass eine Störung oder Erkrankung nicht den Menschen oder seine Identität beschreibe, sondern etwas, mit dem der Mensch möglicherweise zu kämpfen habe. Transsexuelle, transgender und geschlechts-nichtkonforme Personen gelten demnach nicht als grundsätzlich gestört. Vielmehr sei es das Leiden unter einer eventuell auftretenden Geschlechtsdysphorie, die diagnostiziert und behandelt werden könne.
Auch die 2019 veröffentlichte S3-Leitlinie zur Diagnostik, Beratung und Behandlung im Kontext von Geschlechtsinkongruenz, Geschlechtsdysphorie und Trans-Gesundheit sieht eine Geschlechtsinkongruenz nicht als pathologisch. Das gesicherte Vorliegen einer Geschlechtsinkongruenz nach ICD-11 oder einer Geschlechtsdysphorie nach DSM-5 begründe alleine nicht automatisch die Notwendigkeit einer Behandlung. Vielmehr müsse sich das Vorgehen am eventuell vorliegenden Beschwerdebild des Einzelfalles orientieren.
Eine geeignete Behandlung sei multimodal, transitionsunterstützend und berücksichtige Körper, Psyche und soziale Situation von trans Menschen. In Bezug auf eine mögliche somatische Transition solle vermieden werden, als „Gatekeeper“ aufzutreten und stattdessen individualisiert und flexibel vorgegangen werden.
Dabei besteht immer das Dilemma, dass sowohl eine somatische Behandlung, als auch das Nicht-Behandeln irreversible Schäden auslösen können. Sowohl Eingreifen in die Entwicklung, als auch Abwarten muss deshalb sehr gut ärztlich begründet und jede Entscheidung im Einvernehmen partizipativ getroffen werden. Ein wichtiges Entscheidungskriterium ist das mutmaßliche Fortbestehen (Persistenz) von Geschlechtsinkongruenz und Geschlechtsdysphorie. Vor Einsetzen der Pubertät kann über die Persistenz kaum eine Aussage getroffen werden. Nach Einsetzen der Pubertät sind rasche und verzögerte Selbstfindungsprozesse bekannt, auf die unterschiedlich reagiert werden kann.

## Häufigkeit

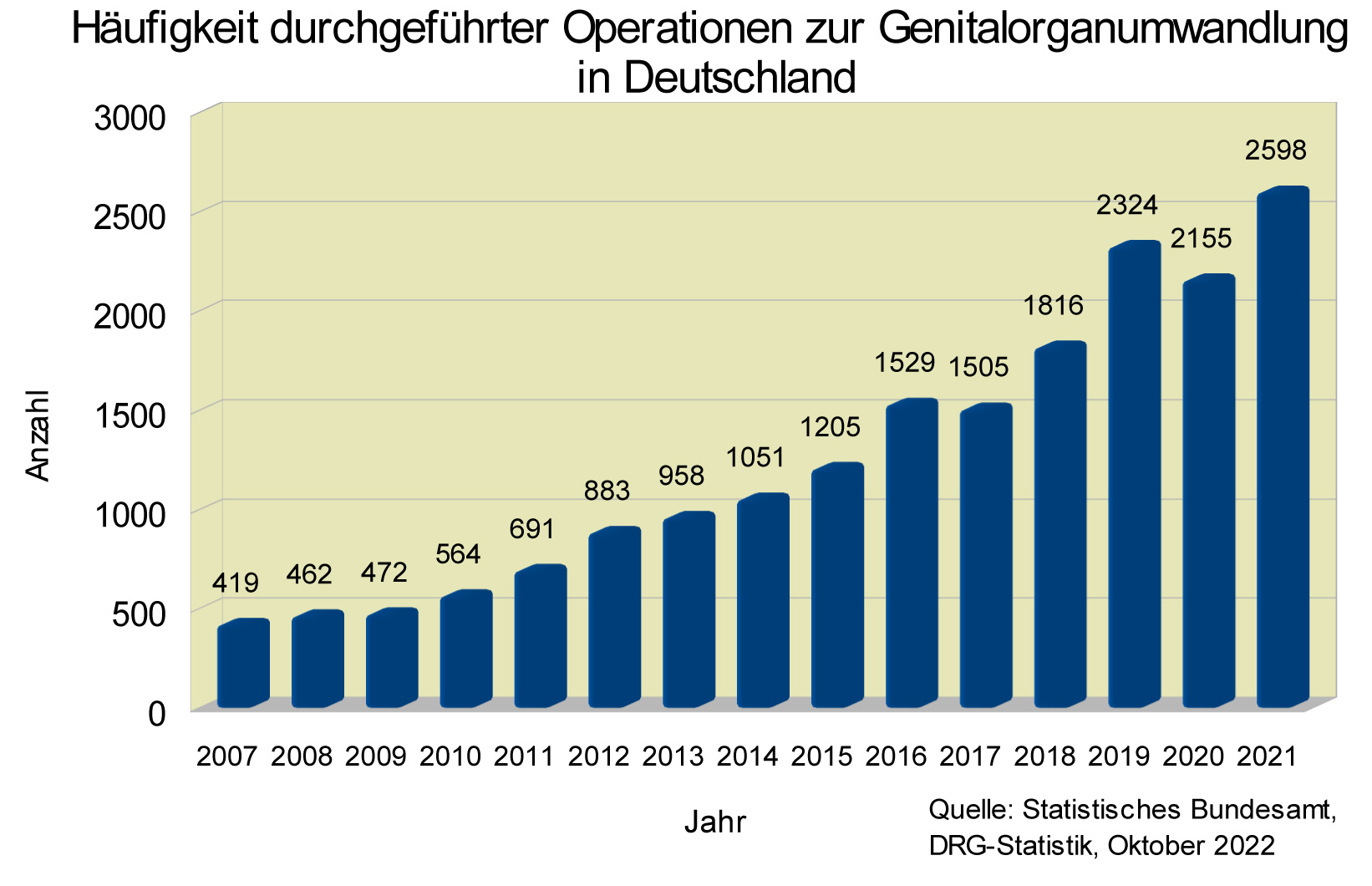
Häufigkeit operativer Maßnahmen zur Transition

Je nach angelegten Definitionskriterium und betrachteter Stichprobe unterscheiden sich die erhobenen Daten zur Prävalenz. Es ist aber von einer in den letzten Jahren gestiegenen Prävalenz der Geschlechtsinkongruenz auszugehen. Der Wissenschaftliche Dienst des Bundestages berichtet von einem starken Anstieg der durchgeführten operativen geschlechtsangleichenden Maßnahmen in Deutschland in den letzten Jahren. Geschlechtsangleichende Operationen wurden demnach am häufigsten in der Altersgruppe der 25–35-Jährigen durchgeführt. Der Anteil der Patienten, die geschlechtsangleichende Maßnahmen bereuen, bewegt sich in einer Spanne „von weniger als ein Prozent bis zu 3,8 Prozent“ und damit deutlich unter der Bereuungsrate anderer medizinischer Behandlungen. Sogenannte Detransitionen sind somit äußerst selten.
Im Jahr 2024 wurden die Ergebnisse einer Studie aus der Universität Ulm vorgelegt, die für Deutschland sämtliche ambulanten Abrechnungsdaten aller gesetzlich Versicherten aus den Jahren 2013 bis 2022 auswertete. Es galt, „erste Daten zu Trends in der Häufigkeit diagnostizierter Störungen der Geschlechtsidentität, zur zeitlichen Stabilität dieser Diagnosen sowie zu psychiatrischen Komorbiditäten zu erfassen“, weil es trotz gesellschaftlicher, medialer und wissenschaftlicher Aufmerksamkeit für Störungen der Geschlechtsidentität „bislang kaum quantitative Daten“ gibt. Die Häufigkeit diagnostizierter Geschlechtsidentitätsstörungen nahm in dem zehn Jahre umfassenden Beobachtungszeitraum um etwa das Achtfache zu, wobei besonders weibliche Jugendliche im Alter zwischen 15 und 19 Jahren betroffen waren. In mehr als 70 % der Fälle war eine weitere psychiatrische Diagnose codiert worden. Fünf Jahre nach Diagnosestellung lag bei mehr als der Hälfte der Betroffenen eine Störung der Geschlechtsidentität nicht mehr vor.